# Stange
Stange – norweskie miasto i gmina leżąca w regionie Hedmark.
Stange jest 151. norweską gminą pod względem powierzchni.

## Demografia
Według danych z roku 2005 gminę zamieszkuje 18 427 osób. Gęstość zaludnienia wynosi 25,42 os./km². Pod względem zaludnienia Stange zajmuje 53. miejsce wśród norweskich gmin.
| ludność stan na 1 stycznia 2005 |         |           |        |
|                                 | kobiety | mężczyźni | razem  |
| osób                            | 9175    | 9252      | 18 427 |
| %                               | 49,79%  | 50,21%    | 100%   |

| wykształcenie stan na 1 października 2004 |        |         |        |        |
|                                           | podst. | średnie | wyższe | niezn. |
| osób                                      | 3890   | 7846    | 2731   | 281    |
| %                                         | 26,38% | 53,2%   | 18,52% | 1,91%  |

## Edukacja

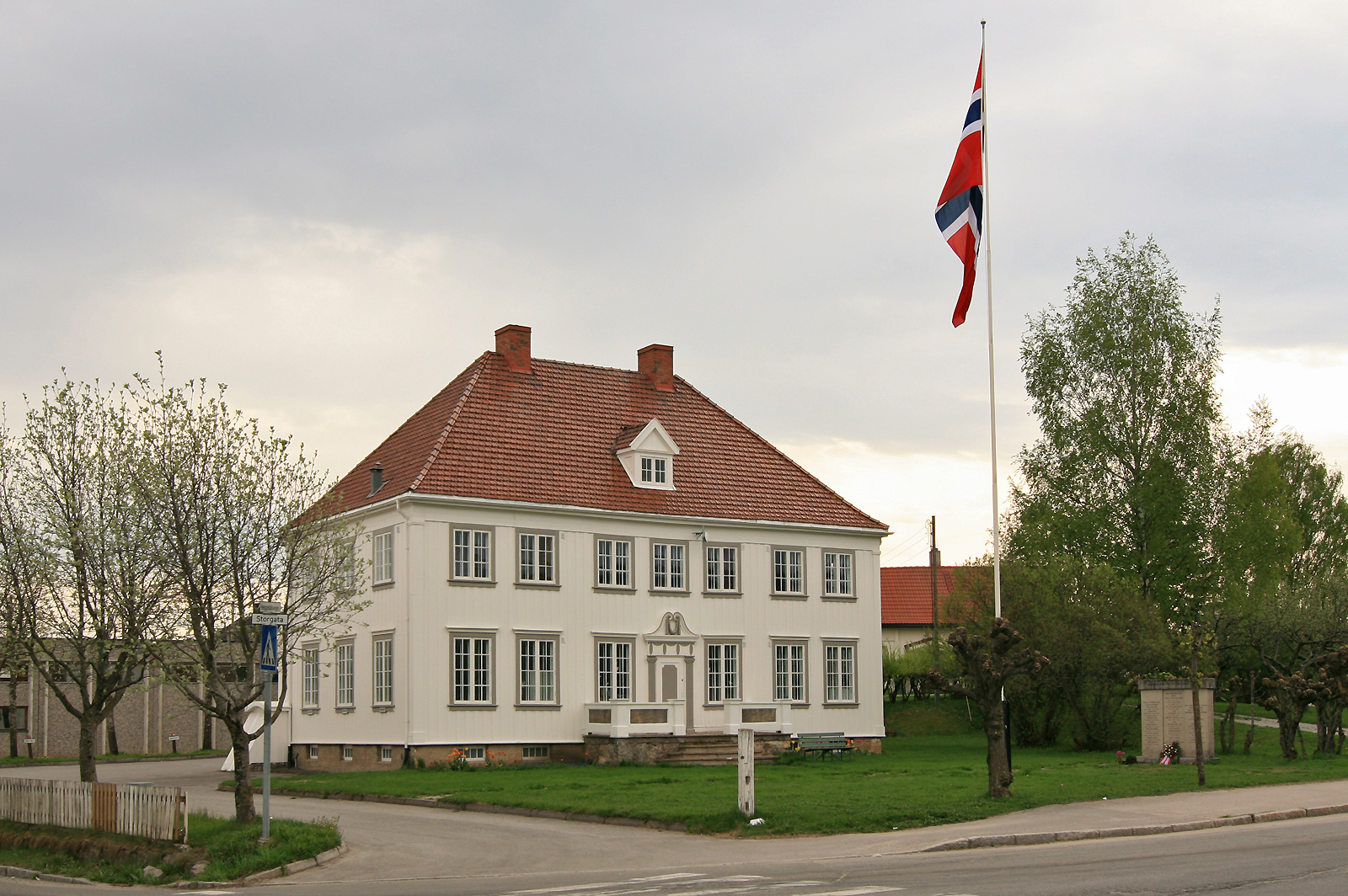
Ratusz w Stange

Według danych z 1 października 2004:
- liczba szkół podstawowych (norw. grunnskolar): 13
- liczba uczniów szkół podst.: 2475

## Władze gminy
Według danych na rok 2011 administratorem gminy (norw. rådmann) jest Stein Erik Thorud, natomiast burmistrzem (norw. ordfører, d. borgermester) jest Nils Amund Røhne.